# Lloyd Mangrum
Lloyd Mangrum, född 1 augusti 1914 i Trenton i Texas, död 17 november 1973, var en amerikansk professionell golfspelare. Han var känd för sin smidiga sving och sitt lugna uppträdande på golfbanan. 

## Biografi
Mangrum blev professionell när han var femton år gammal då han arbetade som assistent åt sin bror Ray som var head professional på Cliff-Dale Country Club i Dallas. Han kom med på PGA-touren 1937 där han totalt vann 36 tävlingar. Han kunde ha vunnit fler om inte hans karriär hade avbrutits av andra världskriget. Medan han övade inför Dagen D blev han erbjuden jobb som klubbprofessional på arméns golfbana vid Fort Meade vilket skulle ha fått bort honom från striderna men han tackade nej. Han belönades med två purpurhjärtan och skadades vid Ardenneroffensiven.
Mangrum avled 1973 efter sin tolfte hjärtattack. Hans rykte har överskuggats av andra stjärnor under hans aktiva period såsom Sam Snead och Byron Nelson. Vid The Masters 1996 utförde Nelson ett test där han frågade tre unga proffsspelare om de visste vem Lloyd Mangrum var men det gjorde de inte. Nelson sade att Lloyd är den bäste spelaren som har glömts bort sedan jag började att spela golf.

## Golfkarriär
Hans bästa år på PGA-touren kom efter kriget. Han vann PGA-tourens penningliga 1951 och Vardon Trophy för den lägsta genomsnittsscoren 1951 och 1953. Mellan 1946 och 1954 slutade han alltid bland de tio bästa i penningligan. Totalt vann han 36 tävlingar på PGA-touren.
Mangrums enda majorseger kom i 1946 års US Open där han vann i särspel över 36 hål mot Byron Nelson och Vic Ghezzi. Han blev tvåa i ytterligare fyra majors och trea i fem. Han förlorade i särspel i US Open 1946 och 1950. 1940 gick han på 64 slag under den första rundan av The Masters Tournament, ett rekord som stod sig till 1986 då Nick Price gick på 63 slag.
Han spelade för det amerikanska laget i Ryder Cup 1947, 1949, 1951 och 1953. 1953 var han icke spelande kapten för laget. Han hade ett rekord på sex segrar, två förluster och inga delade matcher inklusive tre segrar och en förlust i individuella matcher.
1998 valdes Mangrum in i World Golf Hall of Fame.

## Meriter

### Majorsegrar
- 1946 US Open

### Segrar på PGA-touren
- 1942 New Orleans Open
- 1948 Bing Crosby Pro-Am, Greater Greensboro Open
- 1949 Tucson Open, Los Angeles Open
- 1951 Tucson Open, Los Angeles Open
- 1952 Western Open, Phoenix Open
- 1953 Los Angeles Open, Phoenix Open, Bing Crosby Pro-Am Invitational
- 1954 Western Open
- 1956 Los Angeles Open

### Internationella segrar
- 1946 Argentine Open
- 1952 Philipine Open, Adelaide (Australien), Ampol (Australien)

### Utmärkelser
- 1998 World Golf Hall of Fame